# Кадео, Фанни
Стефа́ния «Фа́нни» Каде́о (итал. Stefania „Fanny“ Cadeo, род. 11 сентября 1970 в Лаванье, регион Лигурия) — итальянская модель, актриса, певица и телеведущая.

## Биография
Родилась в городе Лаванья 11 сентября 1970 года.
Окончила лингвистическую школу «Santa Marta» в Кьявари. Посещала различные курсы пения, джаза и современных танцев. Училась актёрскому мастерству на курсе у местного педагога Беатриче Бракко.
Первый успех Стефании пришёл в 1992 году, когда выступала в телепрограмме Striscia la Notizie. Затем работала в телевизионных проектах, в 2003 году дебютировала на театральной сцене. Была ведущей телепередачи «Il Cercasapori» на канале RAIDue.
Свободно говорит на английском, французском и немецком языках.
У Стефании Кадео есть дочь, родившаяся в 2014 году от отношений с итальянским бизнесменом Стефано Кавилья (Stefano Caviglia).

## Избранная фильмография
- Троица и Малыш… и теперь всё зависит от нас (1995)
- Смешанное благословение (1995)
- Ненадёжные (1997)
- Подлинная история банды из Мальяны (2004)
- С ума сойти (2005)
- Слишком красив (2005)

## Избранная дискография
- Another Chance (1993)
- Mambo Italiano (1993)
- I Want Your Love (1994)
- Pecame (1994)
- Living In The Night (2000)